# Herb powiatu ząbkowickiego

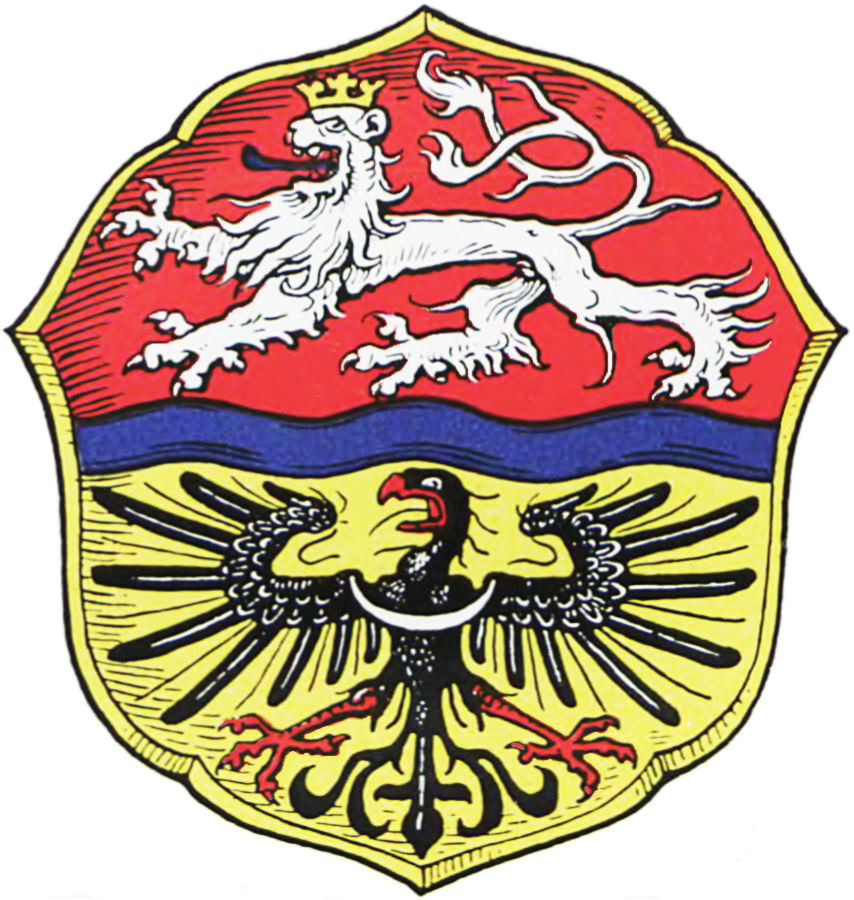
Przedwojenny herb powiatu

Herb powiatu ząbkowickiego – jeden z symboli powiatu ząbkowickiego.

## Wygląd i symbolika
Herb przedstawia na tarczy dwudzielnej w słup w polu prawym srebrnym połuorła czerwonego z sierpową połuksiężycową srebrną przepaską poprzez pierś i skrzydło, a w polu prawym złotym czarnego połuorła z sierpową przepaską połuksiężycową srebrną poprzez pierś i skrzydło.